# 默朗木祈愿大法会

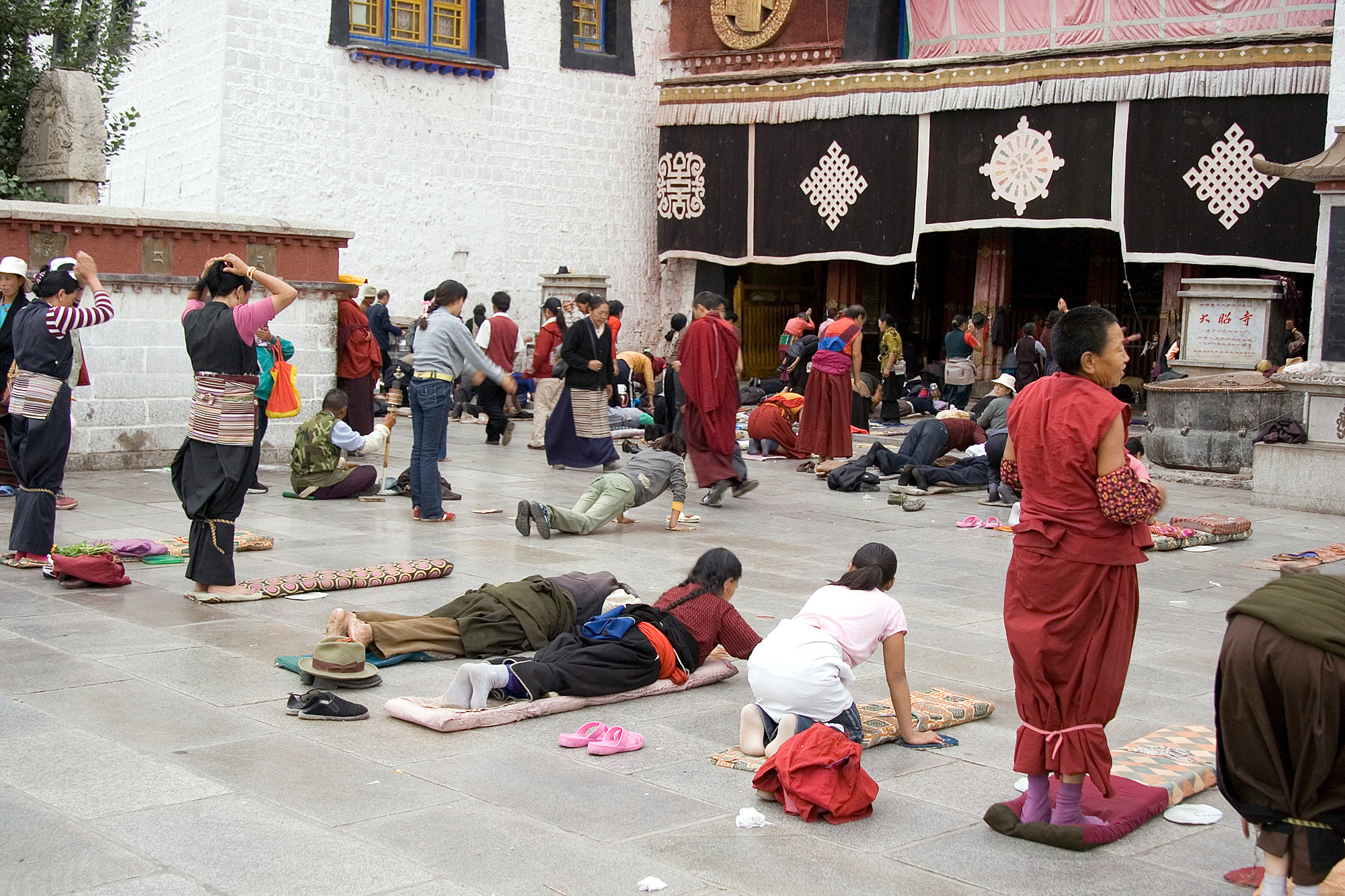
在拉萨大昭寺举行的默朗木祈愿大法会

默朗木祈愿大法会（藏語：སྨོན་ལམ་ཆེན་མོ།，威利转写：Smon-lam-chen-mo，又称默朗欽莫、默朗钦波，漢語：傳召法會、传召大法会）是宗喀巴大師所倡導的四大藏传佛教佛事之一，也是藏传佛教格鲁派寺院重要的节庆之一。哲蚌寺、色拉寺、甘丹寺僧眾及衛藏、安多地區的信徒在此期间均会前往拉萨大昭寺來參與這已有五百多年歷史的活動。

## 釋名
「默朗木」意为祈愿、向往的意思，是对幸福、和平、健康的渴望。「默朗木祈愿大法会」意指盛大祈願法會。

## 历史
14世纪末期，宗喀巴提出了整顿、改革西藏佛教的主张，并把已认识到的佛教哲理贯彻到行动中去，严格戒律、严格寺院管理、大力修复寺庙，着手重振藏传佛教的事业。此时，宗喀巴的声望已在中国普遍流传。1407年，宗喀巴回到拉萨后，与当时的地方统治者帕竹第悉扎巴坚参商议后，决定在1409年于拉萨的大昭寺举行祈愿法会。1409年正月初，宗喀巴在拉萨大昭寺举行了万人祈祷法会，受到僧俗的拥戴。此后每年正月格鲁派寺院都举行祈愿法会。
1964年年初默朗木庆典期间，十世班禅出人意料地在拉萨传召大法会上对有一万藏人参加的讲话中提出西藏有权独立并号召西藏独立，支持并赞扬了达赖喇嘛，称达赖喇嘛才是西藏人民真正的领袖。自1965年開始，由於政治因素，默朗欽莫被取消，一直到1986年才恢復，1989年拉萨发生骚乱後又被禁至今。

## 舉行日期和地點
在中国西藏，默朗欽莫在藏曆新年正月初三至正月二十五舉行。
布达拉宫大昭寺内，默朗木大法会在此举行。

## 程序
正月初三起每天有六次诵经集会。
正月初四起，藏传佛教寺院：甘丹寺、色拉寺、哲蚌寺的喇嘛开始在拉萨市区集中。
早上有肖作、索将，中午改在大昭寺右侧松曲广场，有干木作、公则、默朗木、公加。
在正月十五日晚上。在大昭寺或八廓街上，举行酥油灯会。当地喇嘛、贵族、摄政、僧俗纷纷上街参加灯会。
正月二十三日，为了免除次年中发生的灾难，僧俗抬着尸神到郊外去焚化，藏族军队在旁边鸣枪助威。
正月二十四日，拉萨大街上举行角力、举重等比赛，拉萨郊外举行跪马、射箭比赛。
正月二十五日，三大寺僧人开始返寺。达赖喇嘛也返回布达拉宫。

## 其他規定
根据之前五世达赖喇嘛的规定，在默朗木法会期间，拉萨市的政权，由拉萨市政府移交给哲蚌寺的铁棒喇嘛。在默朗木大法会期间，铁棒喇嘛指挥法僧队维持当地社会治安。
达赖喇嘛在未亲政前，不能参加默朗木大法会。

## 资料来源
- 唯色《殺劫：不可碰觸的記憶禁區，鏡頭下的西藏文革，第一次披露》

## 另見
- 默朗木小會
- 水陸法會

1. ↑  唯色. . 2011-04-06  [2012-07-02]. （原始内容存档于2012-06-03）.
2. ↑  . 纽约时报. 1989-01-30  [2012-05-08]. （原始内容存档于2014-05-30）. Just a week ago, he delivered a fierce criticism of Tibet's role under Chinese authority. He was quoted in the official news outlets as saying that the benefits of development in the 30 years since the region was incorporated into China were outweighed by the price that had been paid. He added that some officials were repeating old mistakes, apparently an allusion to recent harsh treatment by the authorities of Tibetan demonstrators, including the shooting of protesters by the police in December.
3. ↑  . encyclopedia.com. 1997  [2012-05-08]. （原始内容存档于2012-02-08）.
4. ↑  . infoplease. 2007  [2012-05-08]. （原始内容存档于2012-04-29）.
5. ↑  . 洛杉矶时报. 1990-03-18  [2012-05-08]. （原始内容存档于2013-02-08）.